# センター・ブロック
センター・ブロック（Centre Block）は、カナダの国会議事堂。首都オタワにある。
議事堂の両側に「イースト・ブロック」、「ウエスト・ブロック」という別館があり中央に位置するため、このように呼ばれている。別館には議員や議事堂職員の事務室が入っている。

## 概要
1916年に火災で全焼した初代議事堂に代わる二代目として1927年に完成した。設計にあたり火災を免れた別館との調和を重視して、旧議事堂のデザインを可能な限り継承した。構造的には鉄筋コンクリートなどの新技術も採用され、床面積は拡大した。議事堂の裏には円形の国会図書館がある。
議事堂は2018年から全面的な改修工事が行われており閉鎖されている。工事期間は約10年が予定されている。庶民院はウエスト・ブロックに、元老院は政府会議場に移転している.。

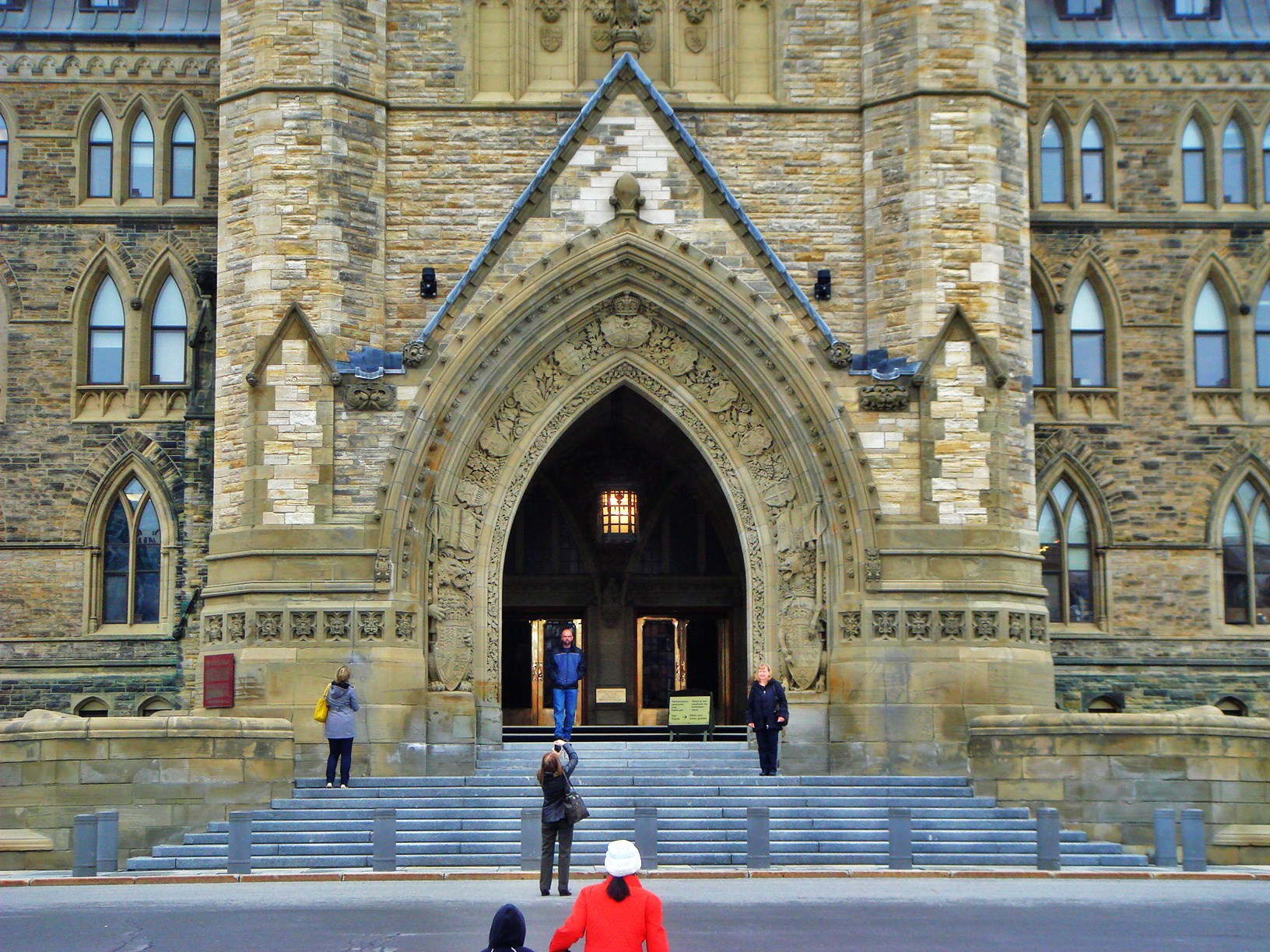
エントランス
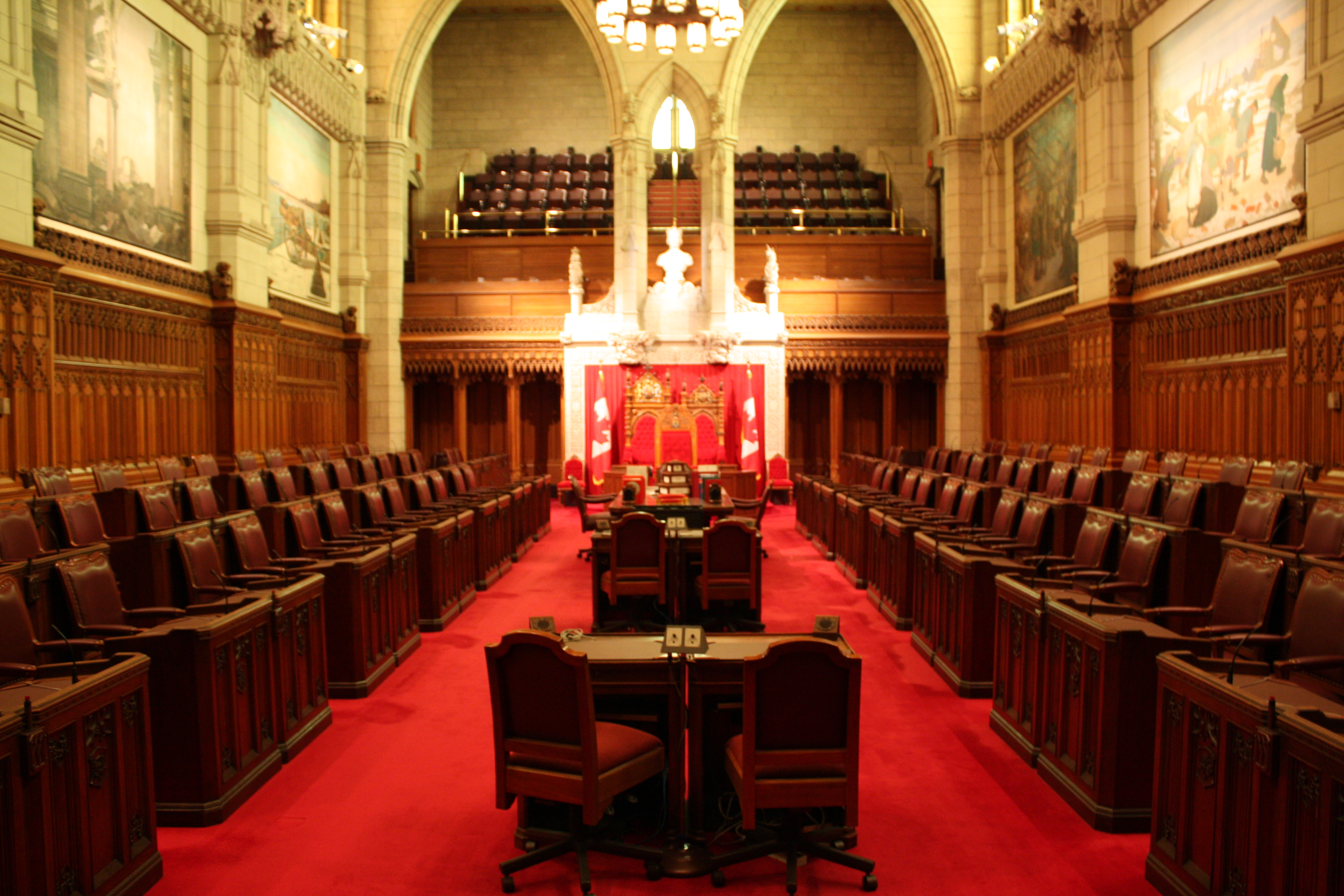
元老院
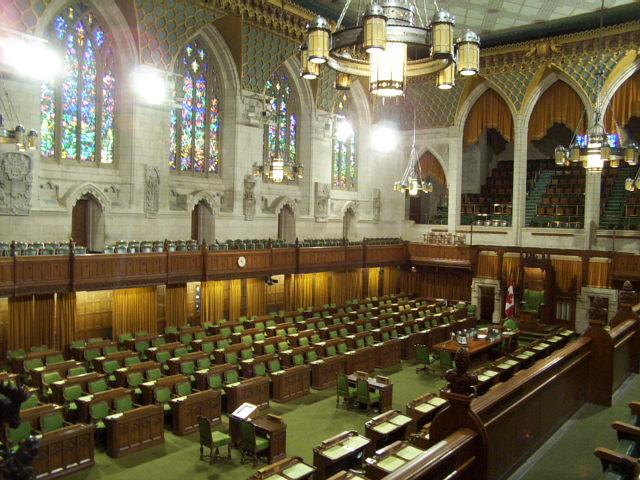
庶民院

### ピースタワー
時計塔は第一次世界大戦の戦没者慰霊碑として設計されたもので、「ピースタワー」と呼ばれている。内部に「メモリアルチャンバー」という部屋があり、戦没者の名前が書かれた名簿を収蔵している。現在はカナダが参加した全ての戦争が対象となっている。
大時計の直ぐ下には展望台があり、オタワの景色を眺めることができる。

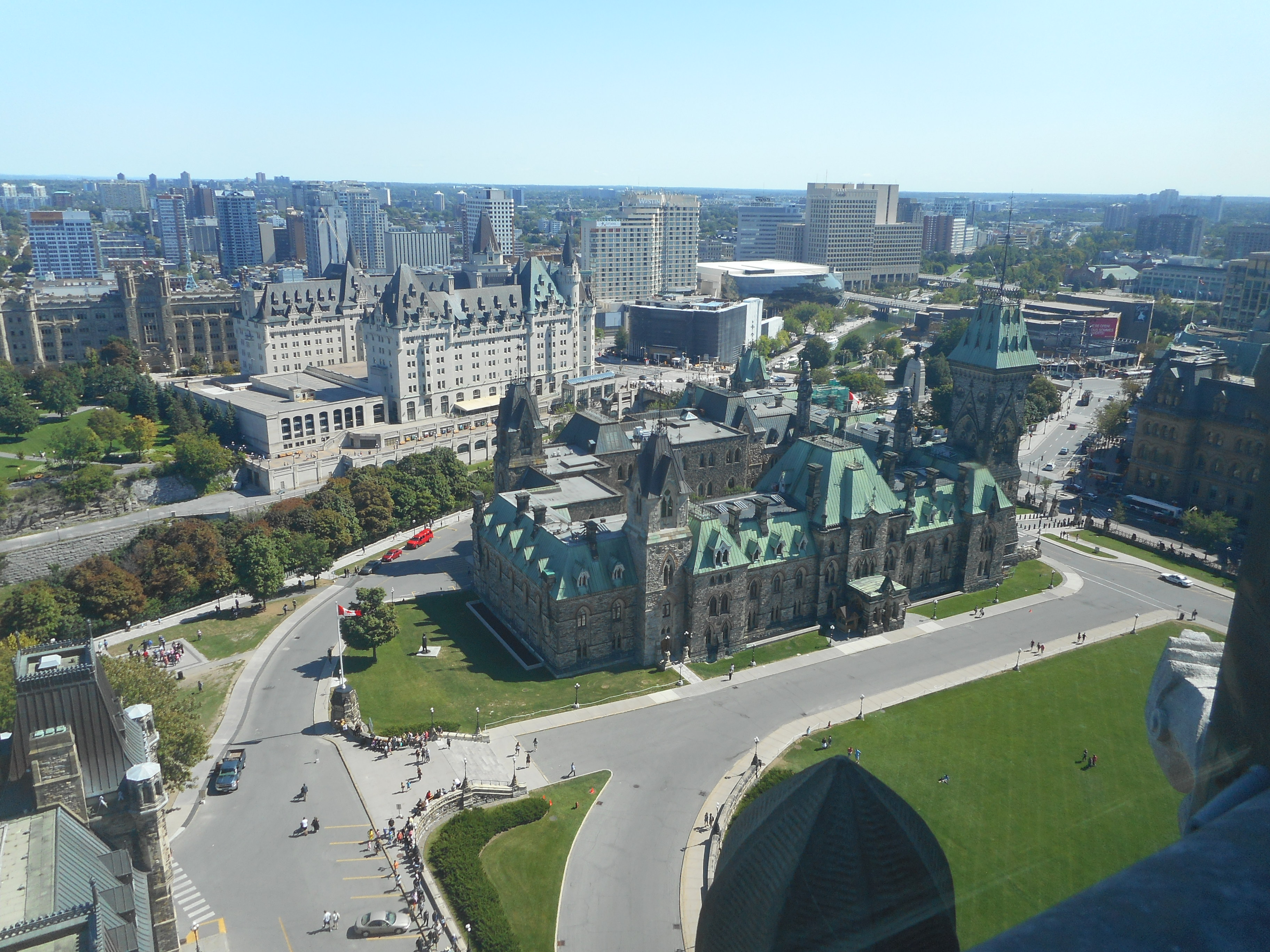
イースト・ブロック
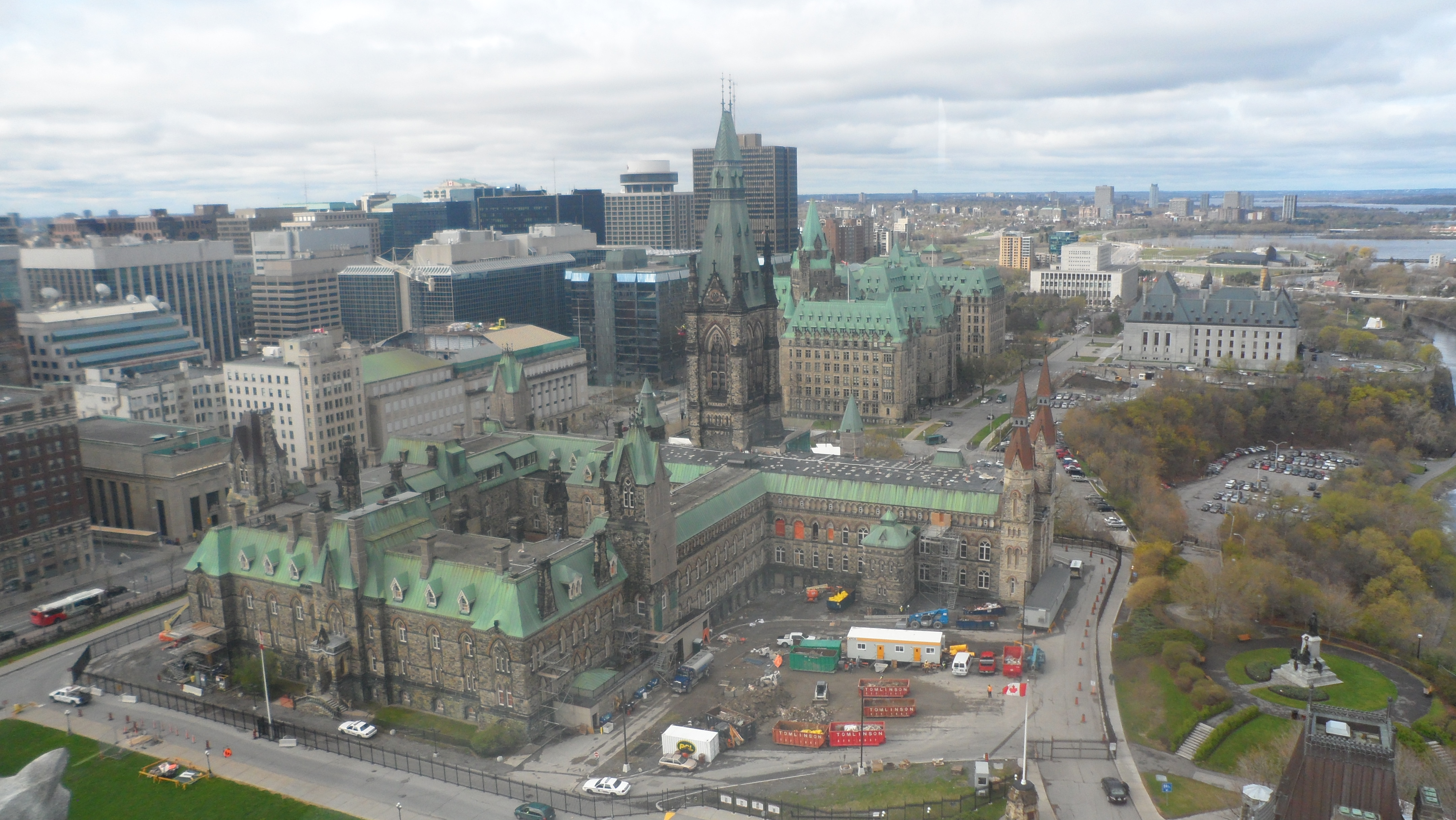
ウエスト・ブロック
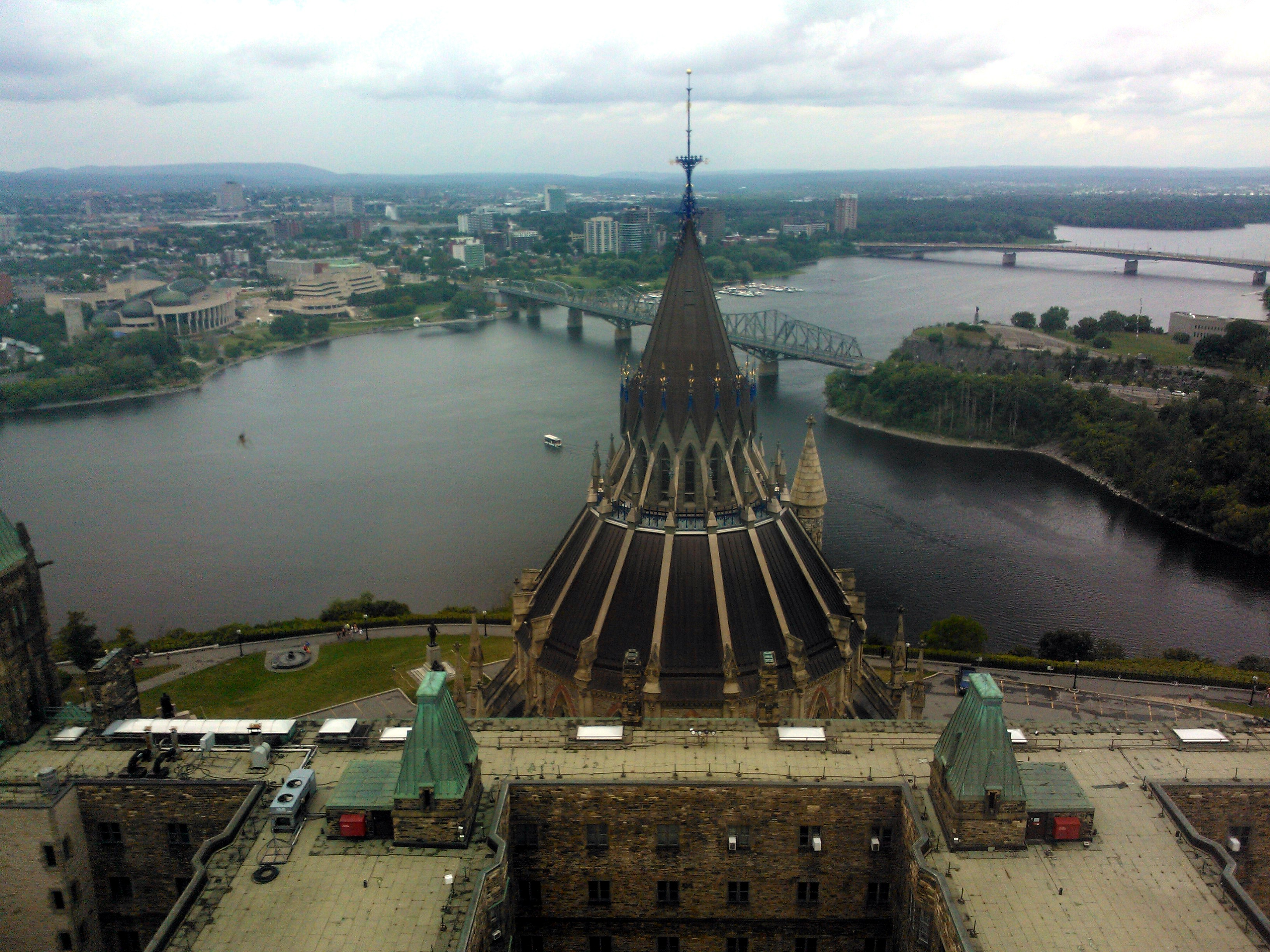
国会図書館とオタワ川

### 国会図書館
1876年に完成し1916年の議事堂火災を免れた建物。大英博物館図書室をモデルとしている。議事堂の裏手にあるため広場からは見えないが、オタワ川から見ると目立つ位置にある。

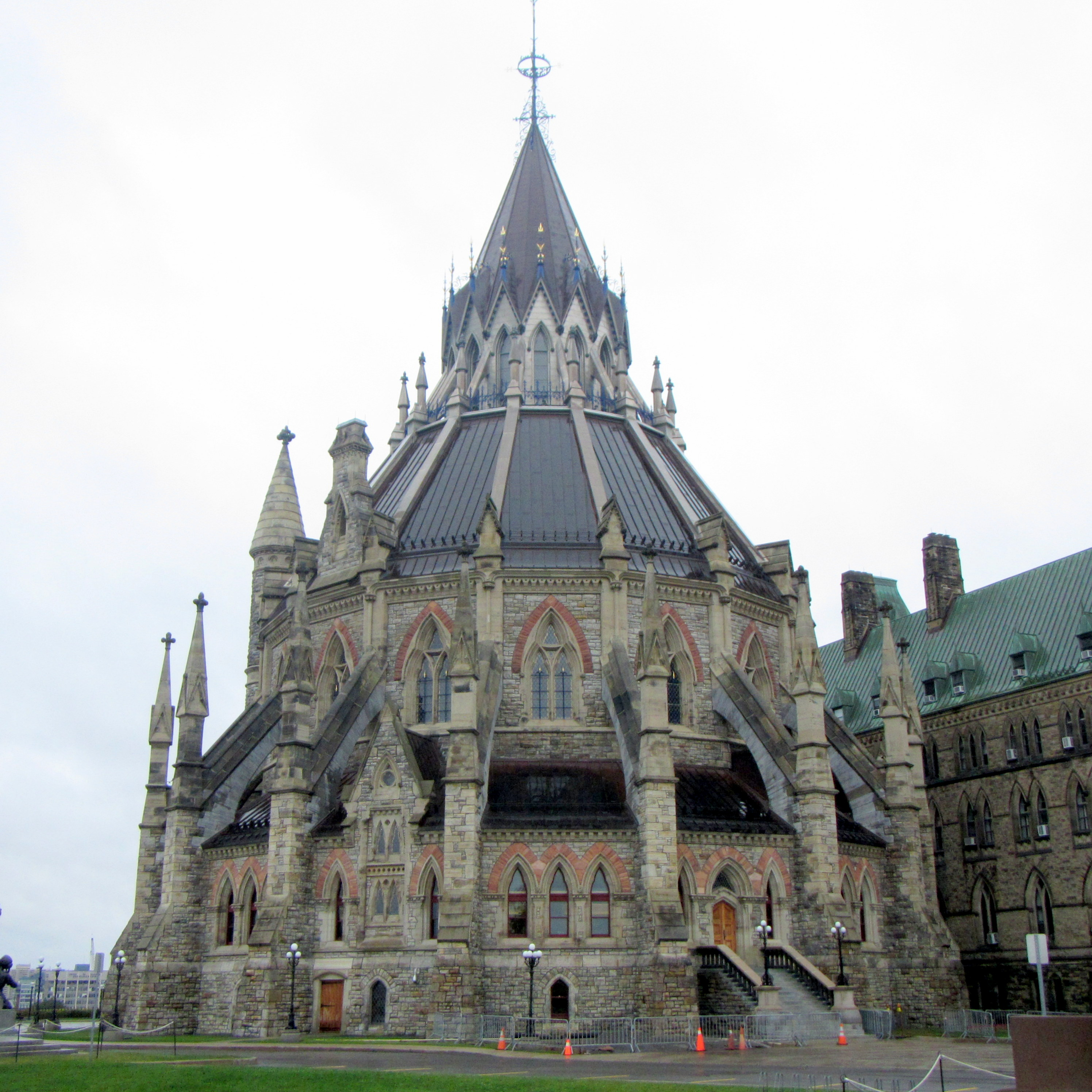
外観
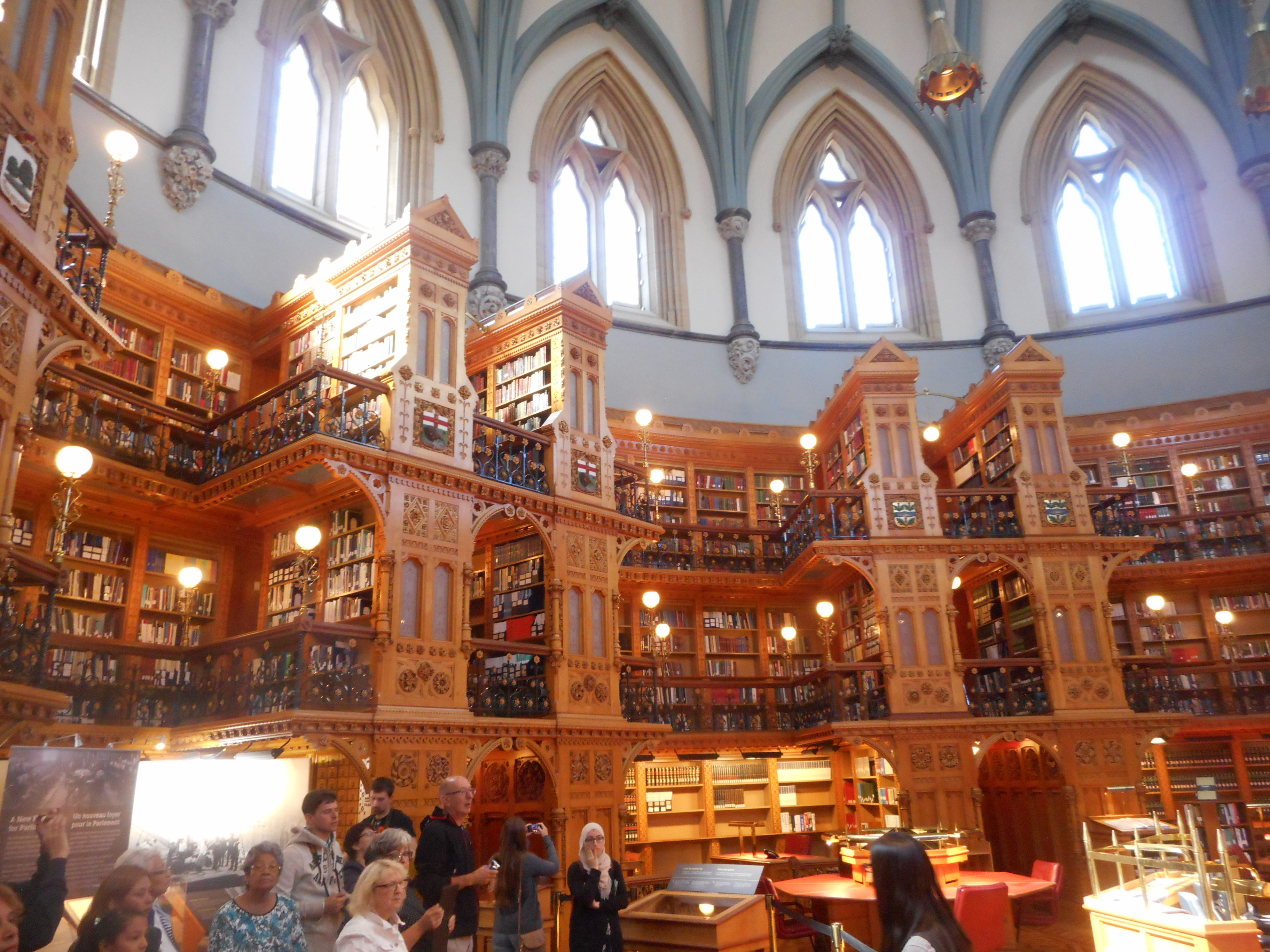
内部
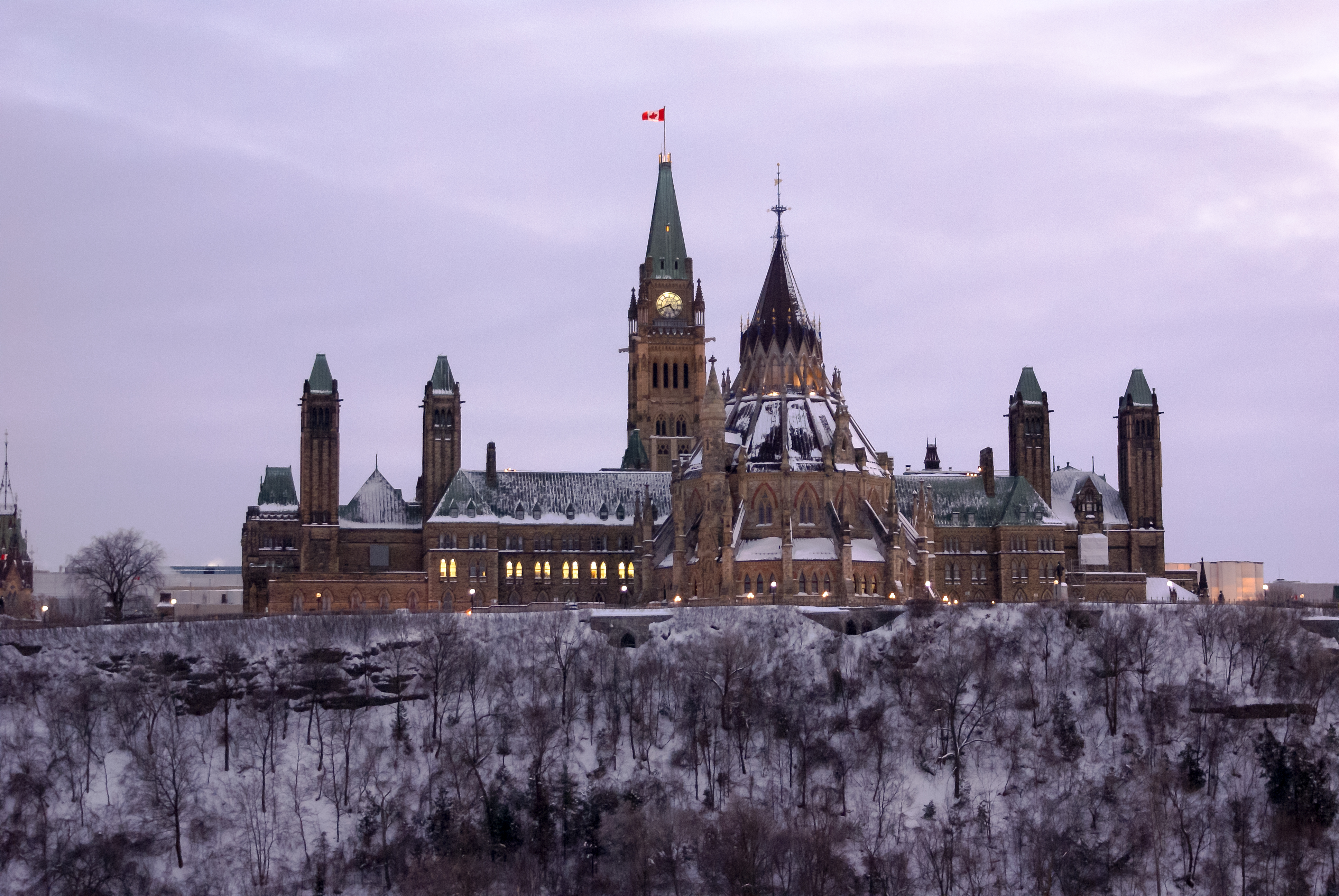
冬のパーラメント・ヒル